# Уайт, Гарри Декстер
Гарри Декстер Уайт (англ. Harry Dexter White; 9 октября 1892 — 16 августа 1948) — американский экономист, представитель министерства финансов США на Бреттон-Вудской конференции. В частности, Уайт был автором проекта создания Международного Валютного Фонда через неделю после Перл-Харбора, а также участвовал в создании Всемирного Банка — основных учреждений Вашингтонского консенсуса. Уайт давал показания и защищал свою репутацию перед Комиссией по расследованию антиамериканской деятельности в августе 1948 года. Через три дня после дачи показаний Уайт умер от сердечного приступа в летнем доме в Фиц Уильям, штат Нью-Гэмпшир. Несколько источников информации, в частности архивные документы ФБР и СССР, указывают на то, что он передавал секретные данные Советскому Союзу.

## Ранние годы
Гарри Декстер Уайт родился в Бостоне, штат Массачусетс, был седьмым, самым младшим ребёнком в семье еврейско-литовских эмигрантов, Джозефа Уайта и Сары Магилевски, которые поселились в США в 1885 году. В 1917 году он вступил в ряды армии США, получил звание лейтенанта, служил во Франции в не-боевых отрядах, во время Первой мировой войны. В возрасте 30 лет поступил в Колумбийский университет, затем перешёл в Стэнфордский университет, где получил первую научную степень по экономике. После защиты Ph.D. по экономике в Гарвардском университете в возрасте 38 лет, Уайт преподавал четыре года в университете Лоуренса в Эпплтоне, штат Висконсин. Издательство Гарвардского университета напечатало его диссертацию в 1933 году под названием «Французские национальные счета, 1880—1913 гг» (англ. The French International Accounts, 1880-1913).

## Министерство финансов
В 1934 году, Джейкоб Вайнер, профессор Чикагского университета, который работал в Министерстве финансов, предложил Уайту работу.
В 1938 году Уайт возглавил только что созданный отдел валютных исследований, в котором работали в основном учёные и университетские преподаватели.
После Перл-Харбора, в декабре 1941 года, Уайт был назначен помощником министра финансов Генри Моргентау (младшего) и играл роль посредника между Государственным департаментом и Министерством по вопросам международных отношений. Также на него была возложена ответственность по «управлению и работе Стабилизационного валютного фонда без права изменения рабочих процедур». Впоследствии Уайт стал ответственным за дела межгосударственных отношений в министерстве, где имел доступ к большому количеству конфиденциальной информации о состоянии экономики США и её военных союзников.
Уайт был преданным интернационалистом, всю свою энергию он посвятил сохранению Большой тройки союзников во Второй мировой войне и сохранению мира через торговлю. Он верил в то, что мощные, многосторонние институты могли избежать ошибок Версальских соглашений и предотвратить возникновение новой мировой экономической депрессии. Будучи председателем Отдела валютных исследований, который имел независимые источники финансирования, Уайт мог брать на работу персонал, игнорируя обычные правила для государственных служащих и минуя проверку в органах государственной безопасности.
По словам сына Моргентау, Уайт был основным создателем плана Моргентау. Послевоенный план Моргентау, в варианте Уайта, заключался в выводе всей промышленности из Германии, роспуске её вооружённых сил и превращении её в аграрную страну, устраняя большую часть немецкой экономики и способность противостоять внешней агрессии. Вариант плана, который ставил своей целью превратить Германию в «страну, в основном, земледельцев и пастухов», был подписан президентом США Франклином Делано Рузвельтом и британским премьер-министром Уинстоном Черчиллем на второй конференции в Квебеке в сентябре 1944 года. Однако работник отдела Уайта с доступом к деталям плана передал его прессе, а Уайт передал копию плана советской разведке. Протесты общественности заставили Рузвельта публично отречься этих намерений. Нацисты и Йозеф Геббельс очень обрадовались разоблачению, воспользовались планом Моргентау для пропаганды и подъёма боевого духа военных, подавлению критических голосов против войны в Германии, и сорвали возможный сепаратный мир с Западом. Действия Уайта также помогли Советскому Союзу, фактически гарантируя, что нацисты или их преемники не будут заключать сепаратный мир с Западом. Однако Моргентау всё же удалось повлиять на окончательную оккупационную политику, в том числе благодаря оккупационной директиве JCS 1067, которая действовала до лета 1947 года и запрещала любые попытки экономического восстановления в Германии. В докладе о состоянии дел в Германии через два года оккупации бывший Президент США Герберт Гувер в марте 1947 года отметил:
Существует иллюзия, что Новая Германия, которая осталась после аннексий, может быть сведена к «стране пастухов». Это невозможно сделать, если не уничтожить или куда-нибудь убрать 25 000 000 человек.
Разрушение тяжёлой промышленности на западе Германии, согласованное на Потсдамской конференции, продолжалось до 1951 года.
Уайт был главным представителем США на конференции в Бреттон Вудсе в 1944 году, и, по показаниям, доминировал на конференции и навязал своё видение, несмотря на возражения представителя Британии Джона Мейнарда Кейнса. По завершении войны Уайт был приближен к процессу создания так называемых Бреттон-Вудских учреждений — Международного валютного фонда (МВФ) и Всемирного банка. Эти институты должны предотвратить воспроизведению некоторых экономических проблем, которые случились после Первой мировой войны. Уже в конце ноября 1945 Уайт поддерживал улучшение отношений с Советским Союзом. Позже Уайт стал директором и представителем США в МВФ.
Уайт считал, что главная задача послевоенной дипломатии Соединённых Штатов сводится к тому, «как изобрести средства, способные обеспечить длительный мир и дружественные отношения между Америкой и Россией. Любая другая проблема в сфере международной дипломатии бледнеет перед этой главной задачей».
В июне 1947 года Уайт неожиданно ушёл в отставку и освободил свой кабинет в тот же день.

## Обвинения в шпионаже
2 сентября 1939, на следующий день после вторжения нацистов в Польшу и менее, чем через две недели после подписания пакта Молотова — Риббентропа, помощник государственного секретаря и советник Президента Рузвельта по внутренней безопасности Адольф Берли встретился, благодаря журналисту Исааку Дон Левайн, с советским агентом-перебежчиком Уиттекером Чемберсом. В сделанных позднее заметках о встрече Левайн перечислил ряд имен, в частности, он записал «мистер Уайт». Заметки Берли о встрече упоминаний об Уайте не содержат. Берли написал меморандум на 4 страницах и передал его Президенту, который отверг идею шпионажа в своём окружении как «абсурдную». Директор ФБР Джон Эдгар Гувер отверг разоблачения Чемберса как «историю, гипотезу или умозаключение» ещё в 1942 году.
20 марта 1945 офицер по безопасности Государственного департамента допросил Чемберса. В его заметках записано, что Чемберс назвал Уайта «в целом агентом, но довольно слабым», который помог многим участникам коммунистического подполья найти работу в Министерстве финансов.
7 ноября 1945 советская шпионка-курьер Элизабет Бентли перешла на сторону США и рассказала следователям Федерального бюро расследований, что в конце 1942 или начале 1943 года она узнала от советских шпионов Натана Сильвермастера и Людвига Ульмана, что одним из источников государственных документов, которые они фотографировали и передавали куратору от НКВД Якову Голосу, был Гарри Декстер Уайт.
На следующий день директор ФБР Джон Эдгар Гувер отправил письмо курьером советнику по военным вопросам президента Трумэна, генералу Гарри Ваугхану, сообщая, что «некоторые нанятые правительством США работники передают информацию и данные посторонним лицам, которые, в свою очередь, передают эту информацию агентам разведки Советского Союза». Письмо содержало с десяток названных Бентли подозреваемых, вторым в списке был Гарри Декстер Уайт.
ФБР проанализировало предоставленные Бентли сведения и результаты проведенных на их основе расследований по названным ею подозреваемых, включая Уайта, и подготовила доклад «Советская разведка в США» (англ. Soviet Espionage in the United States), который был отправлен 4 декабря 1945 года в Белый Дом, Генеральному прокурору и Государственному департаменту. Через шесть недель, 23 января 1946 года, Трумэн номинировал Уайта на должность директора отделения США Международного валютного фонда. В ответ, ФБР направило меморандум на 28 страницах посвящён лично Уайту и его контактам, который был получен в Белом Доме 4 февраля 1946. Номинация Уайта была утверждена в Сенате 6 февраля 1946 года.
Через шесть лет Трумэн свидетельствовал, что Уайт, после получения этой информации, был «отстранён от государственной службы в срочном порядке» — сначала от Министерства финансов, а затем от МВФ. Уайт продолжал работать в МВФ до 19 июня 1947 — в течение более двух лет, после того, как ФБР поставило Белый Дом в известность о его деятельности — неожиданно уйдя в отставку (освободив свой кабинет в тот же день), после того, как Генеральный прокурор Том Кларк приказал Федеральному большому жюри расследовать обвинения Бентли.
31 июля 1948 Бентли рассказала комиссии по расследованию антиамериканской деятельности, что Уайт участвовал в шпионаже в пользу Советского Союза в течение Второй мировой войны, и передавал секретные документы Казначейства агентам советской разведки. Бентли заявила, что коллеги Уайта передавали ей информацию от него. В показаниях, данных в 1953 году, Бентли заявила, что Уайт ответственен за передачу советским агентам печатных клише, которые Министерство финансов использовало для печати союзнических военных марок в оккупированной Германии, что позволило Советскому Союзу печатать деньги с избытком, подогревая чёрный рынок и раздувая инфляцию во всей оккупированной Германии, нанеся США ущерб в четверть миллиарда долларов.
Бентли написала в 1951 году, в автобиографии, что она была «способна устроить с помощью Гарри Декстера Уайта передачу клише Министерством финансов США Советскому Союзу». Бентли до сих пор не вспоминала этот эпизод в показаниях, которые она дала ФБР, комитетам, большим жюри и прокурорам, и к тому времени не были известны доказательства того, что Бентли имела какую-либо роль в передаче. Некоторые подвергали сомнению роль Гарри Декстера Уайта в ней.
В показаниях, данных 1953 года на комиссии, возглавляемой Джозефом Маккарти, она рассказала, что выполняла указания, полученные от резидента НКВД в Нью-Йорке Исхака Абдуловича Ахмерова (действовавшего под именем «Билл»), когда через Людвига Ульмана и Натана Сильвермастера передала сообщение Гарри Уайту, чтобы «надавить в деле передачи клише в Советский Союз».
Это единственный случай, когда биограф Катрин Олмстед пришла к выводу, что Бентли говорила неправду о своей роли, сославшись на мнение историка Брюса Крейга о том, что «вся эта „схема“ — сплошная фабрикация».
Но впоследствии показания Бентли были полностью подтверждены справкой, найденной через 50 лет в Советских архивах. В справке, Гайк Овакимян, начальник американского отдела НКВД (на который работала Бентли), ссылается на доклад из Нью-Йорка (где находилась Бентли) от 14 апреля 1944 года (когда Бентли вела группу Сильвермастера), что «согласно нашим указаниям» Бентли получила через Сильвермастера «положительное решение Министерства финансов передать Советскому Союзу клише для печати немецких оккупационных марок».
Уиттекер Чемберс, бывший агент советской разведки, дал показания 3 августа о сотрудничестве с Уайтом в секретном аппарате коммунистического подполья до 1938 года. Чемберс представил документы, которые сохранились у него ещё со времен, когда он был связником одной из советских агентурных групп в США. Среди них были рукописные заметки, которые, по его словам, дал ему Уайт. Министерство финансов подтвердило, что документ содержал сверхсекретные материалы Государственного департамента, а лаборатория ФБР установила, что он был написан рукой Уайта. Чемберс заявил, однако, что Уайт был наименее продуктивным из его контактов.

### Дженнер, Маккарти, Мойнихэн
Возглавляемая сенатором Уильямом Дженнером комиссия провела расследование проблемы превышения полномочий невыборными должностными лицами, в частности Уайтом. Часть доклада посвящена пересмотру политики администрации президента Рузвельта в отношениях с Китаем, и была напечатана как «Дневник Моргентау».
Сосредоточение сторонников коммунизма в Министерстве финансов, и особенно в отделе валютных исследований, теперь полностью зафиксировано. Уайт был первым директором отдела; его преемниками были Франк Кое и Гарольд Глассер. Также в отделе валютных исследований были Уильям Людвиг Ульман, Ирвинг Каплан и Виктор Перло. Было установлено, что Уайт, Коэ, Глассер, Каплан и Перло являются участниками коммунистического заговора...
Комиссия также заслушала показания Джонатана Митчела, спичрайтера Генри Моргентау, о том, что Уайт пытался убедить его в том, что Советский Союз создал систему, которая вытеснит капитализм и христианство.
В 1953 году сенатор Джозеф Маккарти и генеральный прокурор из администрации Эйзенхауэра, Герберт Браунелл (младший), сообщили, что ФБР предупредило администрацию Трумэна о Уайте перед его назначением в МВФ. Браунелл распространил письмо ФБР от 8 ноября 1945 года в Белый Дом с предупреждением об Уайте и других, и заявил, что Белый Дом получал доклад ФБР о «советской разведке в США», включая дело Уайта, за шесть недель до выдвижения Уайта в МВФ.
Хотя и не отрицая отправку этого и других предупреждений Трумэну, сенатор Дэниэл Патрик Мойнихэн в предисловии к докладу комиссии 1997 года написал, что Трумэн не был проинформирован о проекте Венона. В поддержку этого утверждения, он сослался на официальную, написанную совместно АНБ и ЦРУ, историю проекта Венона, что «не существует достоверных доказательств» того, что Труман был проинформирован о проекте Венона.

## Смерть
13 августа 1948, Уайт давал показания Комиссии по расследованию антиамериканской деятельности, где заявил, что не является коммунистом. Сразу после дачи показаний с ним случился сердечный приступ. Он покинул Вашингтон и поехал отдохнуть на ферму Фицвильям, в Нью Хэмпшире. Сразу по прибытии у него произошёл второй сердечный приступ. Через два дня, 16 августа 1948 года, в возрасте 55 лет, Гарри Уайт умер. Установленной причиной смерти была передозировка дигиталиса (наперстянки).

## Проект Венона
Криптографы АНБ установили, что Гарри Декстер Уайт был источником информации в расшифровках проекта Венона под кодовыми именами «Адвокат» «Ричард», и «Юрист». Через два года после его смерти, в меморандуме от 15 октября 1950 года, благодаря доказательствам, полученным в проекте Венона, Уайт был идентифицирован как источник информации советской разведки под кодовым именем «Юрист». Впоследствии, Министерство юстиции обнародовало информацию о существовании проекта Венона и о том, что в расшифрованных телеграммах Уайт имеет кодовое имя «Юрист» и является источником разведывательной информации. В докладе ФБР о Уайта говорится:
Вас уже инфоормировали о данных, полученных от проекта Венона в отношении Юриста, который был активным в течение 1944 года. Согласно информации, полученной от проекта Венона в отношени Юриста, в течение апреля 1944 года он докладывал о разговорах между тогдашним госсекретарем Корделл Халлом и вице-президентом Уоллесом. Он также докладывал о возможном путешествии Уоллеса в Китай. 5 августа 1944 он доложил советским шпионам, что был уверен в победе Президента Рузвельта на выборах, если не произойдет какое-нибудь потрясающее военное поражение. Также он доложил, что выдвижение Трумана на должность вице-президента было сделано в расчёте на голоса консервативного крыла демократической партии. Также сообщалось, что Юрист был готов к любому самопожертвованию ради МГБ, но опасался, что разоблачения его деятельности может повлечь скандал и повлиять на выборы. Также упоминалось, что он вернется в Вашингтон 17 августа 1944. Новая информация, полученная от проекта Венона, указывает, что Юрист и Моргентау совершили поездки в Лондон и Нормандию, покинув США 5 августа 1944 года.
Кодовое имя было подтверждено благодаря документам, обнародованным советским работником архивов Василием Митрохиным. Гарри Декстер Уайт сначала имел кодовое имя «КАССИР», а затем «ЮРИСТ».
Другим примером действий Уайта как агента влияния Советского Союза может служить срыв предложения о займе в $ 200 миллионов китайским националистам в 1943 году.
Другие расшифровки проекта Венона дают дополнительные доказательства против Уайта, включая его советы о том, как и когда встречаться для передачи информации его куратору. Документ № 71 проекта Венона содержит записи разговоров Уайта, где он признается в получении платы за работу на Советский Союз.
В 1997 году комиссия сената США пришла к выводу, что вина Элджера Хисса из Государственного департамента выглядит доказанной, как и Декстера Уайта из министерства финансов.
Дополнительные свидетельства деятельности Уайта в роли советского агента были получены из советских архивов и от офицера КГБ Александра Васильева. В книге Алена Вайнстейна и Александра Васильева, «The Haunted Wood: Soviet Espionage in America — the Stalin Era», Васильев, бывший советский журналист и офицер КГБ, сделал обзор советских архивных документов о деятельности Уайта в пользу Советского Союза. Уайт помогал Гарольду Глассеру, работнику Министерства финансов и агенту НКВД, «в получении должностей и карьерному росту в Министерстве, зная о его связях с коммунистами». Через поддержку Уайта, Гласеру удалось пройти проверку ФБР. В декабре 1941 года Секретная служба Министерства финансов США передала Гарри Уайту доклад, указав на наличие доказательств сотрудничества Глассера с коммунистами. Уайт так и не отреагировал на этот доклад. Глассер остался на службе в Министерстве финансов и вскоре стал вербовать других агентов, и готовить доклады о персонале Министерства и других потенциальных агентов для НКВД. После вступления США во Вторую мировую войну, при поддержке Уайта, Глассер был переведен на высшие правительственные должности.
Согласно советским архивам, другими кодовыми именами Уайта в МГБ были «Ричард» и «Рид». Чтобы защитить свой источник информации, советские разведчики изменили кодовое имя Уайта.
Семья Уайта и его биографы до сих пор считают его невиновным. Стефен Шлезингер пишет: «Среди историков, единого мнения о Уайте до сих пор не существует, но многие склоняются к тому, что он пытался помочь Советскому Союзу, но не считал свои действия шпионажем». Роберт Скидельски, после просмотра доказательств, пришёл к выводу, что
сочетание наивности, поверхностности и невероятной самоуверенности — вместе с его биографией — объясняют действия Уайта. Бесспорно, он предал свою страну, поскольку передал национальные секреты врагу. Но нет никаких сомнений в том, что передавая секретную информацию Советскому Союзу, Уайт осознавал, что предает оказанное ему доверие, даже если и не осознавал, что предаёт свою страну.